# تیم ملی بسکتبال مردان باربادوس
تیم ملی بسکتبال باربادوس نماینده باربادوس در مسابقات بین المللی است
1. ↑  "FIBA Ranking Presented by Nike". FIBA. ۷ دسامبر ۲۰۲۱. Retrieved 7 December 2021.